# Verzorgingsplaats Spes Nostra
Verzorgingsplaats Spes Nostra is een verzorgingsplaats, gelegen aan de westzijde van de Nederlandse autoweg N208 bij Santpoort-Noord. Het is de enige verzorgingsplaats aan de N208.
De verzorgingsplaats ligt tussen de afrit en oprit van Velserbroek/Santpoort-Noord. Op de verzorgingsplaats is alleen een tankstation aanwezig.